# Tsable Lake
Tsable Lake är en sjö i Kanada.   Den ligger i provinsen British Columbia, i den sydvästra delen av landet, 3 700 km väster om huvudstaden Ottawa. Tsable Lake ligger 1 024 meter över havet. Arean är 0,63 kvadratkilometer. Den sträcker sig 1,8 kilometer i nord-sydlig riktning, och 1,0 kilometer i öst-västlig riktning.
I omgivningarna runt Tsable Lake växer i huvudsak barrskog. Runt Tsable Lake är det mycket glesbefolkat, med 3 invånare per kvadratkilometer.